# Lepidochrysops variabilis
The Variable Blue (Lepidochrysops variabilis) là một loài bướm ngày thuộc họ Bướm xanh. Nó được tìm thấy ở Nam Phi, từ bán đảo Cape, trên đất liền dọc theo dãy núi phía tây đến miền nam Namaqualand, dọc theo phía đông Drakensberg đến East Cape, KwaZulu-Natal, Orange Free State, Lesotho, Mpumalanga, miền nam Limpopo Province, sau đó về phía tây đến trung tâm tỉnh Limpopo, tỉnh Tây Bắc và các đồi của Gauteng. Nó cũng được tìm thấy ở đông Zimbabwe.
Sải cánh dài 28–35 mm đối với con đực và 34–37 mm đối với con cái. Con trưởng thành bay từ tháng 9 đến tháng 2 (đỉnh điểm vào tháng 10 và tháng 1). Có hai lứa trưởng thành một năm, nhưng chỉ có một lứa ở các vùng có độ cao lớn, con trưởng thành bay từ tháng 12 đến tháng 1.
Ấu trùng ăn Selago (bao gồm Selago corymbosa), Becium và Salvia.